# Brilley
Brilley – wieś w Anglii, w hrabstwie Herefordshire. Leży 27 km na zachód od miasta Hereford i 215 km na zachód od Londynu.